# George Mueller
George Edwin Mueller (16 de juliol de 1918 - 12 d'octubre de 2015) va ser aclamat com un «dels més brillants i audaços administradors de la NASA». Va ser Administrador Associat de l'«Office of Manned Space Flight» (Oficina de vols espacials tripulats) de setembre de 1963 fins a desembre de 1969. Va a ser fundamental en la filosofia de proves «All-up» del coet Saturn V que va accelerar el programa Apollo i va assegurar que tindria èxit en desembarcar un home a la Lluna i tornar-lo de manera segura a la Terra al final de 1969. Mueller (el va pronunciar Miller) també va tenir un paper clau en el disseny de Skylab, i va defensar el desenvolupament de la llançadora espacial.
Mueller és actualment president i arquitecte de vehicles de Kistler Aerospace Corp..